# Сервий Корнелий Долабелла Мецилиан Помпей Марцелл
Сервий Корнелий Долабелла Мецилиан Помпей Марцелл (лат. Servius Cornelius Dolabella Metilianus Pompeius Marcellus) — римский политический деятель начала II века.
Его отцом был консул 86 года Сервий Корнелий Долабелла Петрониан. Карьера Марцелла известна из надписи, найденной в самнитском городе Корфиний, патроном которого он был, где он построил общественные бани. Так, Мецилиан входил в состав коллегии триумвиров, ответственных за чеканку монет, был квестором императора Траяна, начальником турмы римских всадников, претором, фламином Квиринала, палатинским салием. Венцом его карьеры стало назначение на должность консула-суффекта в 113 году.